# 畢漪汶
畢漪汶OME（1924年6月25日—2006年6月7日），澳門教育家，廣東花縣人，祖籍江南西道盧陵（今江西吉水），生於香港，家庭為澳門名門望族；在1988年及2002年二度獲澳門政府授予功績勳章。

## 生平
1928年隨家人由香港來澳門，小學至中學階段在粵華中學度過，至高二粵華中學改為男子學校，才轉往培正中學繼續高中課程。1944年畢業於澳門培正中學，1949年從嶺南大學園林藝專業畢業返澳，接辦東南學校。

## 作育英才
歷任東南學校校長（1949年至2006年6月7日逝世前）、東南學校敎育促進會理事長、澳門中華敎育會副會長、澳門大專敎育基金會監事長、第二屆澳門特別行政區行政長官選舉委員會委員、澳門花都同鄉會副會長、中山大學澳門校友會永遠會長、前澳門特區基本法起草委員會委員、前廣東省第六、七、八屆人大代表。
畢氏在中華敎育會服務逾五十六年，歷任聯絡員、組織部長，並曾任理事長十二年。1997年，畢漪汶決定把東南學校無償捐獻，並成立“澳門東南敎育促進會”為法人團體，學校由該團體負責管理。

## 榮譽
1988年6月10日獲澳門總督頒授教育勞績勳章；2003年1月24日在2002年度勳章、獎章及獎狀頒授典禮獲澳門政府授予教育功績勳章。

## 逝世
2006年5月下旬於第21屆全澳朗誦比賽頒獎禮中仍有公開露面，2006年6月7日凌晨於澳門逝世。

## 外部連結
- 畢漪汶簡歷